# Channichthys rhinoceratus
Channichthys rhinoceratus is een straalvinnige vis uit de familie van Channichthyidae en behoort derhalve tot de orde van baarsachtigen (Perciformes). De vis kan maximaal 60 cm lang en 500 gram zwaar worden.

## Leefomgeving
Channichthys rhinoceratus is een zoutwatervis. De vis prefereert een diepwaterklimaat.  De diepteverspreiding is 0 tot 750 m onder het wateroppervlak. Het leeft op de Kerguelen-eilanden.

## Relatie tot de mens
Channichthys rhinoceratus In de hengelsport wordt er weinig op de vis gejaagd. Commercieel belang is erg klein.